# Eragrostis amanda
Eragrostis amanda är en gräsart som beskrevs av Clayton. Eragrostis amanda ingår i släktet kärleksgrässläktet, och familjen gräs.
Artens utbredningsområde är Kenya. Inga underarter finns listade i Catalogue of Life.